# Bolesław Tyllia
Bolesław Tyllia (ur. 10 marca 1900 w Strzelnie, zm. 13 stycznia 1940 w Warszawie) – dyrygent polski.

## Życiorys
Studiował fortepian i dyrygenturę w konserwatorium we Wrocławiu. W 1919 uczestniczył w walkach powstania wielkopolskiego. Niebawem rozpoczął pracę w Teatrze Wielkim w Poznaniu, gdzie był początkowo korepetytorem solistów, potem kapelmistrzem. Dyrygował także orkiestrą poznańskiej rozgłośni Polskiego Radia oraz miejską orkiestrą symfoniczną. W 1933 wyjechał na krótko do Włoch w celu doskonalenia warsztatu dyrygenckiego. Po powrocie osiadł na stałe w Warszawie i był dyrygentem w Teatrze Wielkim. Zmarł nagle w styczniu 1940 w Warszawie. Ojciec Ryszarda powstańca warszawskiego
Prowadził w Poznaniu prawykonania takich dzieł scenicznych, jak opery Margier Konstantego Gorskiego i Jakub lutnista Henryka Opieńskiego czy balet Tatry Feliksa Nowowiejskiego. Łącznie miał w repertuarze przeszło pół setki dzieł scenicznych. Sam również komponował. 